# Wayne Johnston
Wayne Johnston (ur. 22 maja 1958) – kanadyjski pisarz.
Ukończył studia licencjackie na Memorial University of Newfoundland i magisterskie na University of New Brunswick. Później był dziennikarzem pracującym dla dziennika St John's Daily News.
W 1991 za powieść The Divine Ryans otrzymał nagrodę literacką Thomas Head Raddall Award. Osiem lat później książka ta doczekała się również adaptacji filmowej. Wayne Johnston sam napisał do niej scenariusz, za co w 2000 otrzymał nominację do Nagrody Genie. W 1999 po raz drugi otrzymał nagrodę Thomas Head Raddall Award (za powieść The Colony of Unrequited Dreams).

## Powieści
- The Story of Bobby O'Malley (1985)
- The Time of Their Lives (1987)
- The Divine Ryans (1990)
- Human Amusements (1994)
- The Colony of Unrequited Dreams (1998)
- The Navigator of New York (2002)
- The Custodian of Paradise (2006)
- A World Elsewhere (2011)

## Literatura faktu
- Baltimore's Mansion (1999)